# Тинахели

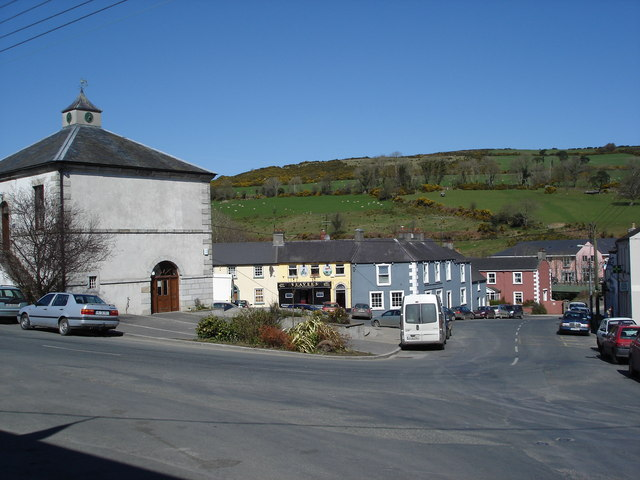
Главная площадь

Тинахели (англ. Tinahely; ирл. Tigh na hÉille) — деревня в Ирландии, находится в графстве Уиклоу (провинция Ленстер).
Местная железнодорожная станция была открыта 22 мая 1865 года, закрыта для пассажиров и товароперевозок 24 апреля 1944 года и окончательно закрыта 20 апреля 1945 года.

## Демография
Население — 965 человек (по переписи 2006 года). В 2002 году население составляло 692 человек.
Данные переписи 2006 года:
| Общие демографические показатели |               |                               |                               |      |      |
| Всё население                    | Всё население | Изменения населения 2002—2006 | Изменения населения 2002—2006 | 2006 | 2006 |
| 2002                             | 2006          | чел.                          | %                             | муж. | жен. |
| 692                              | 965           | 273                           | 39,5                          | 468  | 497  |